# Castelo de Kōchi

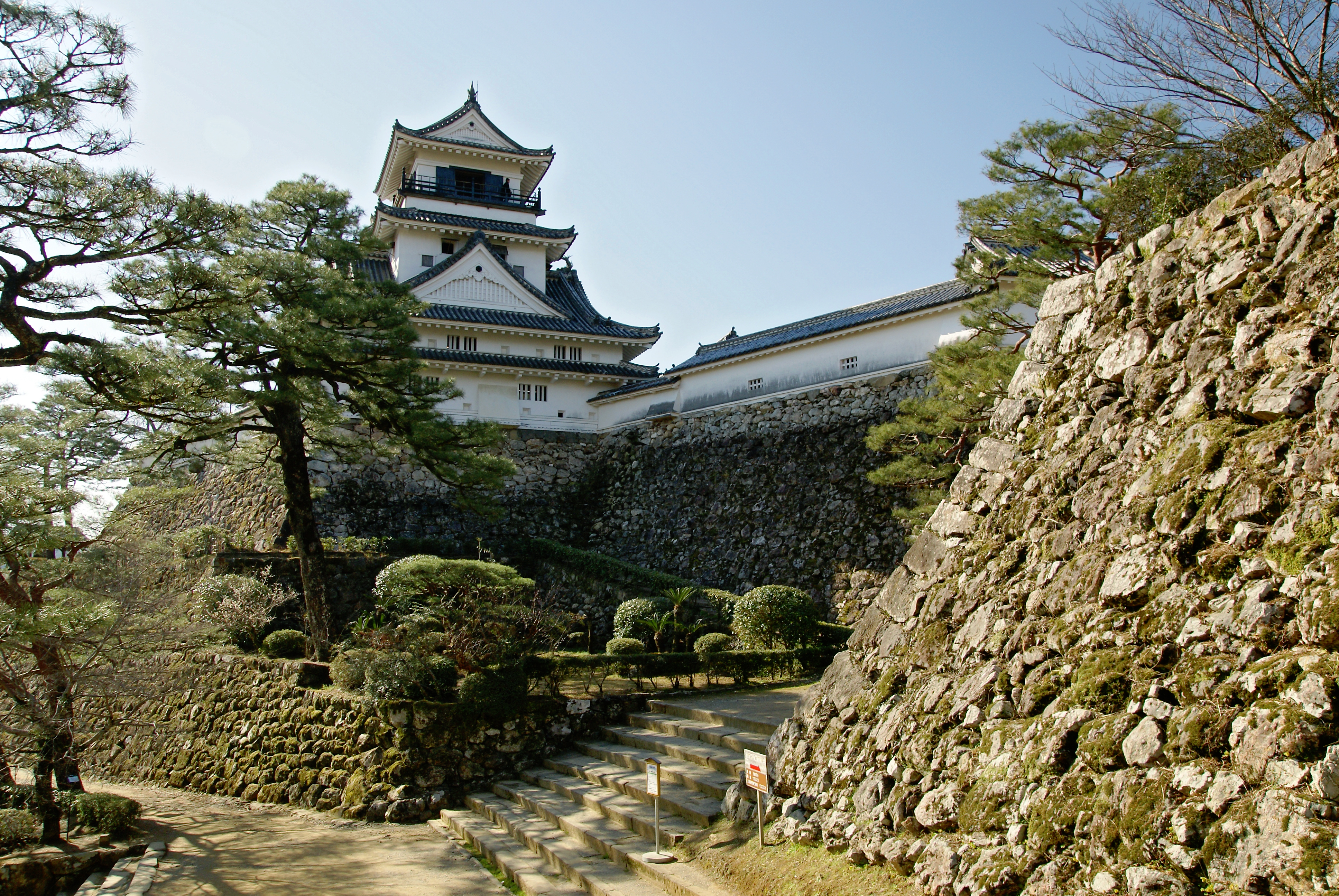
O Castelo de Kochi.

O Castelo de Kochi (高知城, Kōchi-jō) é um castelo localizado na capital da província de Kochi, Japão.

## História
O Castelo de Kochi foi construído onde era então a província de Tosa, após a Batalha de Sekigahara, em 1600. Foi construído pelo senhor feudal Yamanouchi Kazutoyo, que tomou o controle da província depois da vitória de Tokugawa. Ele foi construído na área de Otakasa, um lugar menos vulnerável do que a região da Baía de Urado.
A construção começou em 1601 e foi completada em 1611. A maior parte da fortaleza original foi queimada em 1727, sendo reconstruída entre 1729 e 1753 no seu estilo original. Ele sofreu uma grande reforma entre 1948 e 1959. Visto que não ocorreu nenhuma batalha no interior do castelo, explica-se o fato de se manter sua estrutura original, não sendo apenas uma réplica do período pós-guerra. É também o único castelo no Japão a manter a sua torre central e seu palácio originais. Na realidade, é o único castelo a ter os prédios originais do ‘’honmaru’’ (anel interno de defesa) ainda de pé.

### Colina de Otakasa
Anteriormente, houve duas tentativas de construir castelos na Colina de Otakasa, mas ambas falharam. A primeira tentativa foi  de Otakasa Matsuomaru durante o final do Período Heian ou Kamakura. A segunda foi em 1588 pelo conquistador de Shikoku,Chosokabe Motochika. A área ao redor da colina era extremamente pantanosa, devido ao afluxo de sedimentos aluviais do rio Kagamigawa. Desse modo, os antigos construtores nunca conseguiram estabelecer uma fortaleza permanente no local onde hoje se localiza o Castelo de Kochi.

### Tesouro Nacional
Como um dos doze castelos intactos do Japão, o Castelo de Kochi era popularmente chamado de Tesouro Nacional, mesmo antes da promulgação da Lei de Proteção ao Tesouro Nacional (文化財保護法施) , em 1950. Depois que a lei foi aprovada, o Castelo foi erguido ao status de Importante Patrimônio Cultural (重要文化財).

### Aparições na mídia
O Castelo de Kochi pode ser visto no filme animado Umi ga kikoeru (海がきこえる), dos Estúdios Ghibli, durante a cena de reunião de classe.
O castelo tem destaque no filme The Harimaya Bridge. As cenas mais importantes do filme foram filmadas no pátio dentro do Portão Oteman, no último andar do Castelo, e na entrada do Castelo, do lado de fora do Portão Oteman.

## Estrutura
Dois rios, o Kagamigawa (鏡川) e o Enokuchigawa, formam o fosso exterior do castelo. A sua torre central tem cinco andares e situa-se no topo da Colina de Otakasa, dispondo de uma visão ampla da cidade. Ele se eleva acima do Kaitokukan (palácio), que foi construído no estilo Shoin, no Período Edo. O castelo ainda mantém sua estrutura original e foi equipado com itens antigos nas salas dos andares mais baixos.
Além de uma sala de Cerimônia do chá, Genkan (área de entrada), e latrina, o Kaitokukan contém oito Washitsu (salas tradicionais japonesas), medindo de três a doze tatamis. É cercada por uma varanda nos lados sul e leste. O Kaitokukan foi queimado no incêndio de 1727, não sendo reformado até 1747, com os trabalhos concluídos em 1749.

## Visitação

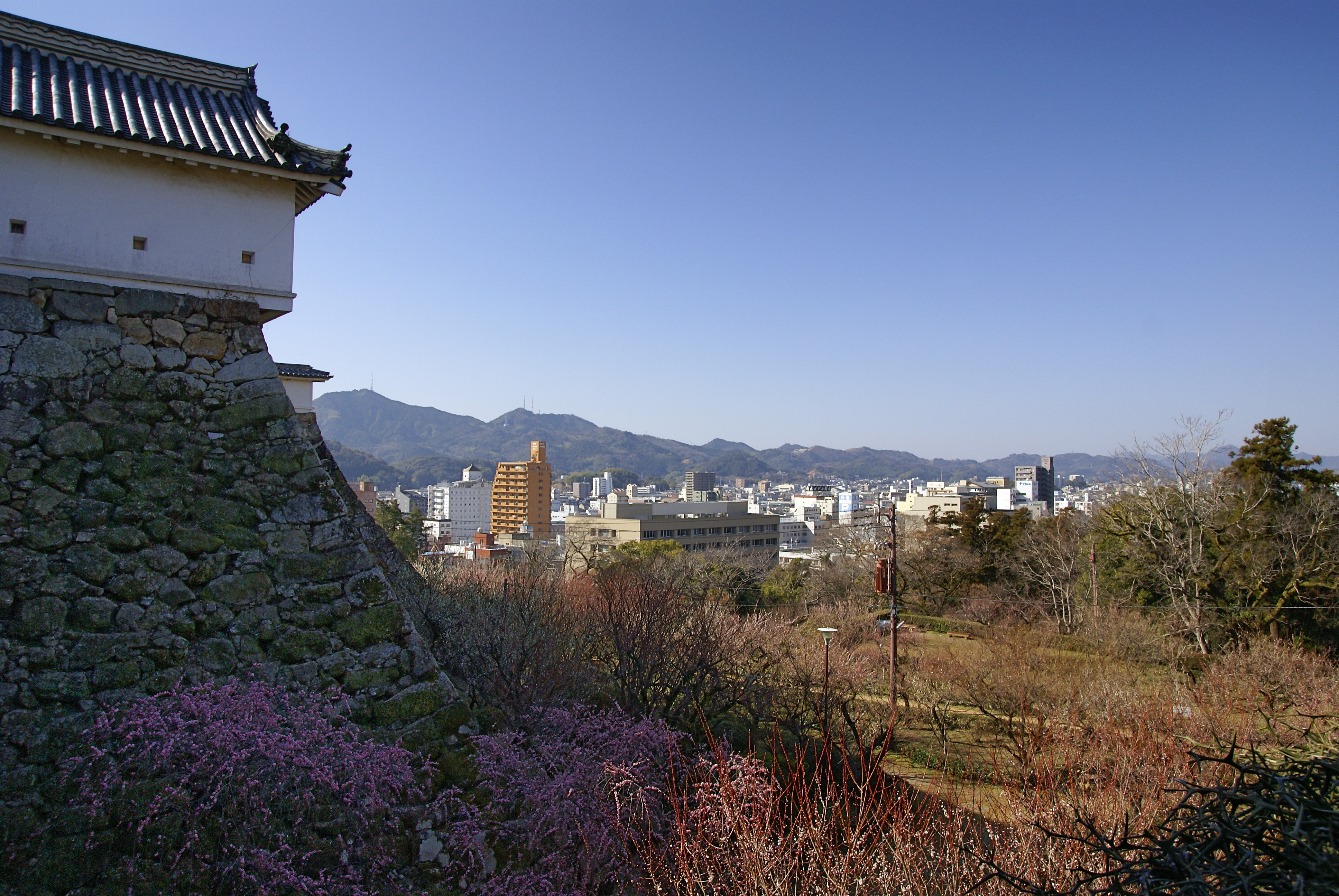
O castelo e o centro da cidade

O Castelo de Kochi é localizado no centro de Kochi, província de Kochi. A entrada principal encontra-se diretamente em frente da entrada Oeste da área comercial de Obiyamachi. Na entrada, solicita-se aos visitantes que retirem seus calçados antes de adentrar no local, sendo oferecidos chinelos.
Como o castelo é antigo, pode-se observar as salas de estilo japonês, mas o seu acesso é proibido. Há uma pequena área de museu inteiramente em japonês.  Este museu abriga alguns artefatos culturais da região, e não apenas itens do castelo. As salas de cima da torre estão vazias, mas os visitantes podem subir até o topo. Há uma grade, mas sem rede, ao redor da varanda.
O acesso aos deficientes é extremamente limitado, visto que para entrar na construção é preciso subir muitos degraus e não há elevador.
Os jardins do castelo são agora um parque público, muito utilizado na primavera como local de hanami. Nele, encontram-se a Biblioteca da Província e o Museu de Literatura de Kochi, além das estátuas de notáveis descendentes da família Yamanouchi.